# Maison de la famille Đurđić
La maison de la famille Đurđić (en serbe cyrillique : Кућа породице Ђурђић ; en serbe latin : Kuća porodice Đurđić) est située à Dudovica, en Serbie, dans la municipalité de Lazarevac et sur le territoire de la ville de Belgrade. Construite dans la seconde moitié du XIXe siècle, elle est inscrite sur la liste des monuments culturels protégés de la république de Serbie et sur la liste des biens culturels de la ville de Belgrade.

## Présentation
La maison de la famille Đurđić a été construite dans la seconde moitié du XIXe siècle pour de riches fermiers. Elle est caractéristique des maisons traditionnelles de cette époque, notamment par les matériaux et les techniques de construction, adaptées au terrain en pente.
La maison possède un toit et des plafonds en chêne ainsi que des portes en bois massif ; l'intérieur semble presque luxueux pour l'époque.